# Nicolau de Peralta
Nicolau de Peralta i d'Aragó (o Nicolò, o Nicola, en sicilià) (s. XIV – Sciacca, 1399) fou un noble militar de les nissagues catalanes dels Peralta i dels Aragó que va esdevenir una de les personalitats més rellevants de Sicília.
Va ser marquès de Màzara, comte d'Adragna, Alcamo, Burgio, Calatafimi, Calatamauro, Caltabellotta (Catalabellota, en catala), Caltanissetta (Catalanisseta, en català), Chiusa, Sambuca i Sclafani, i senyor d'Aliminusa i Bivona.

## Biografia
Fill de Guillem de Peralta ("Guglielmone") i Elionor d'Aragó. El 1391 va obtenir del seu pare la investidura com a Comte de Catalabellota. L'any següent, el 1392, també va obtenir el Marquesat de Màzara i el Comtat de Catalanisseta. Fidel al rei de la corona catalana Frederic III de Sicília, al principi va afavorir l'assentament al tron de l'illa de la seva filla Maria de Sicília, que es va casar amb Martí d'Aragó, però quan la reina va abolir alguns privilegis baronals, es va aliar amb el seu cunyat. Andrea Chiaramonte contra els sobirans catalans. Tanmateix, foren derrotats a laa Batalla de Mofarda, el 1394, i els monarques li van confiscar tots els feus. Reconciliat, el 1397, amb el rei Martí, se li van concedir els càrrecs de castellà reial i mestre d'execució. Va morir a Sciacca, Sicília, el 1399.

## Ascendència
|                                          |                    |                                     | Pares                     |  |  | Avis |  |  | Besavis          |  |  | Rebesavis          |  |
|                                          |                    |                                     |                           |  |  |      |  |  | Raimondo Peralta |  |  | Filippo di Saluzzo |  |
|                                          |                    |                                     |                           |  |  |      |  |  | Raimondo Peralta |  |  | Filippo di Saluzzo |  |
|                                          |                    | Aldonza Fernandez de Castro Peralta |                           |  |  |      |  |  | Raimondo Peralta |  |  |                    |  |
| Guglielmo Raimondo "Guglielmone" Peralta |                    |                                     |                           |  |  |      |  |  | Raimondo Peralta |  |  |                    |  |
|                                          |                    | Sibilla di Cardona                  | Raimondo Folch di Cardona |  |  |      |  |  |                  |  |  |                    |  |
|                                          |                    | Sibilla di Cardona                  | Raimondo Folch di Cardona |  |  |      |  |  |                  |  |  |                    |  |
|                                          |                    | Sibilla di Cardona                  | Sibilla de Ampuries       |  |  |      |  |  |                  |  |  |                    |  |
| Guglielmo "Guglielmone" Peralta          |                    | Sibilla di Cardona                  |                           |  |  |      |  |  |                  |  |  |                    |  |
|                                          |                    | Matteo di Sclafani                  | ?                         |  |  |      |  |  |                  |  |  |                    |  |
|                                          |                    | Matteo di Sclafani                  | ?                         |  |  |      |  |  |                  |  |  |                    |  |
|                                          |                    | Matteo di Sclafani                  | ?                         |  |  |      |  |  |                  |  |  |                    |  |
| Luisa di Sclafani                        |                    | Matteo di Sclafani                  |                           |  |  |      |  |  |                  |  |  |                    |  |
|                                          |                    | ?                                   | ?                         |  |  |      |  |  |                  |  |  |                    |  |
|                                          |                    | ?                                   | ?                         |  |  |      |  |  |                  |  |  |                    |  |
|                                          |                    | ?                                   | ?                         |  |  |      |  |  |                  |  |  |                    |  |
| Nicola/Nicolò Peralta d'Aragona          |                    | ?                                   |                           |  |  |      |  |  |                  |  |  |                    |  |
|                                          | Federico d'Aragona | Pietro III d'Aragona                |                           |  |  |      |  |  |                  |  |  |                    |  |
|                                          | Federico d'Aragona | Pietro III d'Aragona                |                           |  |  |      |  |  |                  |  |  |                    |  |
|                                          | Federico d'Aragona | Costanza di Svevia                  |                           |  |  |      |  |  |                  |  |  |                    |  |
| Giovanni d'Aragona                       | Federico d'Aragona |                                     |                           |  |  |      |  |  |                  |  |  |                    |  |
|                                          |                    | Eleonora d'Angiò                    | Carlo II d'Angiò          |  |  |      |  |  |                  |  |  |                    |  |
|                                          |                    | Eleonora d'Angiò                    | Carlo II d'Angiò          |  |  |      |  |  |                  |  |  |                    |  |
|                                          |                    | Eleonora d'Angiò                    | Maria d'Ungheria          |  |  |      |  |  |                  |  |  |                    |  |
| Eleonora d'Aragona                       |                    | Eleonora d'Angiò                    |                           |  |  |      |  |  |                  |  |  |                    |  |
|                                          |                    | Pietro Lancia                       | ?                         |  |  |      |  |  |                  |  |  |                    |  |
|                                          |                    | Pietro Lancia                       | ?                         |  |  |      |  |  |                  |  |  |                    |  |
|                                          |                    | Pietro Lancia                       | ?                         |  |  |      |  |  |                  |  |  |                    |  |
| Cesarina Lancia                          |                    | Pietro Lancia                       |                           |  |  |      |  |  |                  |  |  |                    |  |
|                                          |                    | ?                                   | ?                         |  |  |      |  |  |                  |  |  |                    |  |
|                                          |                    | ?                                   | ?                         |  |  |      |  |  |                  |  |  |                    |  |
|                                          |                    | ?                                   | ?                         |  |  |      |  |  |                  |  |  |                    |  |
|                                          |                    | ?                                   |                           |  |  |      |  |  |                  |  |  |                    |  |

## Descens
Nicolau de Peralta i d'Aragó es va casar, l'any 1388, amb Elisabet Chiaramonte, amb qui va tenir tres filles:
1. Joana (Giovanna), filla gran, no casada, mor poc després del 1399, any de la mort del seu pare;
2. Margarida (Margherita), que es va casar amb Artal de Luna, el 17 de juny de 1400, aportant-li el Comtat de Catalabellota com a dot. Aquest matrimoni va ser la causa del primer i segon cas de Sciacca. Abans de casar-se amb Margarida, Artal havia estat proposat en matrimoni amb la seva germana gran, Joana;
3. Constança (Costanza), casada amb Antoni de Cardona.

També va tenir un fill natural, Ramonet (Raimondello), a qui va llegar la baronia de Sant Giacomo.